# Спанівка
Спанівка (біл. Спанаўка), також Шпанівка (біл. Шпанаўка) — річка в Берестейському районі Берестейської області Білорусі, права притока річки Західний Буг. У верхній течії називається Прірва (біл. Прырва). Довжина 25 км. Площа водозбору 200 км².
Починається зі старого природного русла біля лівого берега каналу Прірва за 200 м від мосту на автодорозі Рогізна-Бродятин, за 3 км на схід села Рогізна. Тече по південно-західній частині Берестейського Полісся. Гирло за 2 км на північ від села Страдеч. Річище майже на всьому протязі каналізоване.
Притоки: Середова Річка (ліва), струмок Оса (права).